# 雅西都主教座堂
雅西都主教座堂（羅馬尼亞語：Catedrala Mitropolitană din Iaşi）位于罗马尼亚雅西斯特凡切尔马雷大道16号，是罗马尼亚正教会雅西总主教和摩尔达维亚与布科维纳都主教的驻地，也是罗马尼亚最大的东正教堂。 它供奉圣帕拉斯基娃、聖母獻耶穌於聖殿和圣乔治。它的建筑灵感来自意大利文艺复兴建筑（尤其是罗马的山上天主圣三教堂），内外装饰则为巴洛克风格。雅西都主教座堂被列为罗马尼亚国家历史古迹。